# Ken Stone
Kenneth A. Stone (1962) è un biblista e teologo statunitense.

## Biografia
Dopo aver conseguito il Bachelor of Arts al Lee College nel 1984, ottenne il Master of Divnity alla Church of God School of Theology tre anni più tardi. Completò il Theology Master alla Harvard Divinity School nel 1989 e il Ph.D. alla Vanderbilt University nel '95.
Membro della Society of Biblical Literature (nella carica di Lettura, Teoria e bibbia), è professore di Bible, Culture and Hermeneutics al Seminario Teologico di Chicago, affiliato alla Chiesa unita di Cristo e di orientamento ecumenico.
Nel 2001 vinse il premio Lambda Literary Award, istituito dalla fondazione omonima per le pubblicazioni su tematiche LGBT.
Esponente e assertore della teologia queer, le sue ricerche si focalizzano sul rapporto fra l'ermeneutica biblica, il gender e la sessualità, anche in relazione agli animali e all'ecologia rispetto alla teoria critica e all'interpretazione biblica.
Nel 2007, esortò i predicatori a non utilizzare l'esegesi e teologia queer dai loro pulpiti, poiché tale strumento non sarebbe stato famigliare e ben accolto dall'uditore medio.

## Opere
- Teresa J Hornsby e Ken Stone, Already Queer: A Preface, in In Bible Trouble: Queer Reading at the Boundaries of Biblical Scholarship, Atlanta, Society of Biblical Literature, 2011,  p. xi. (citato da The Biblical WitnessPerkins School of Theology)
- Ken Stone, Queer Commentary and the Hebrew Bible, Cleveland, Pilgrim Press, 2001.